# Грб Хабаровске Покрајине
Грб Хабаровске Покрајине је званични симбол једног од субјеката Руске федерације са статусом покрајине — Хабаровске Покрајине. Грб је званично усвојен 28. јула 1994. године.

## Опис грба
Грб Хабаровске Покрајине има изглед француског хералдичког штита. У центру штита који је сребрне (бијела) боје, налази фигура црног бјелогрудог медвједа, који сједи на задњим ногама, а у предњим шапама пажљиво држи историјски грб Хабаровска, регионалног и административног центра Хабаровске Покрајине.
Глава медвједа је са отвореним устима, црвени очима и језиком, која гледа ка успону „најблиставијег сунца“ на Истоку.